# قطعنامه ۶۸۳ شورای امنیت
قطعنامه ۶۸۳ شورای امنیت سازمان ملل متحد که در تاریخ ۲۲ دسامبر ۱۹۹۰ تصویب شد، سندی بین‌المللی دربارهٔ جزایر آرام (قلمرو تراست) است. این قطعنامه طی نشست ۲۹۷۲ام با ۱۴ رای موافق، ۱ مخالف و ۰ ممتنع تصویب شد.